# Traspinedo
Traspinedo est une commune de la province de Valladolid dans la communauté autonome de Castille-et-León en Espagne.

## Sites et patrimoine
Les édifices notables de la commune sont :
- Église Saint Martin de Tours (es) (Iglesia de San Martín de Tours).
- Chapelle del Cristo del Humilladero.
- Centre d'interprétation de la résine. La montagne "Pinar de la Dehesa" est un centre de production de résine. Le centre d'interprétation est situé dans l'ancien abattoir restauré, situé aux portes du "Pinar de la Dehesa".

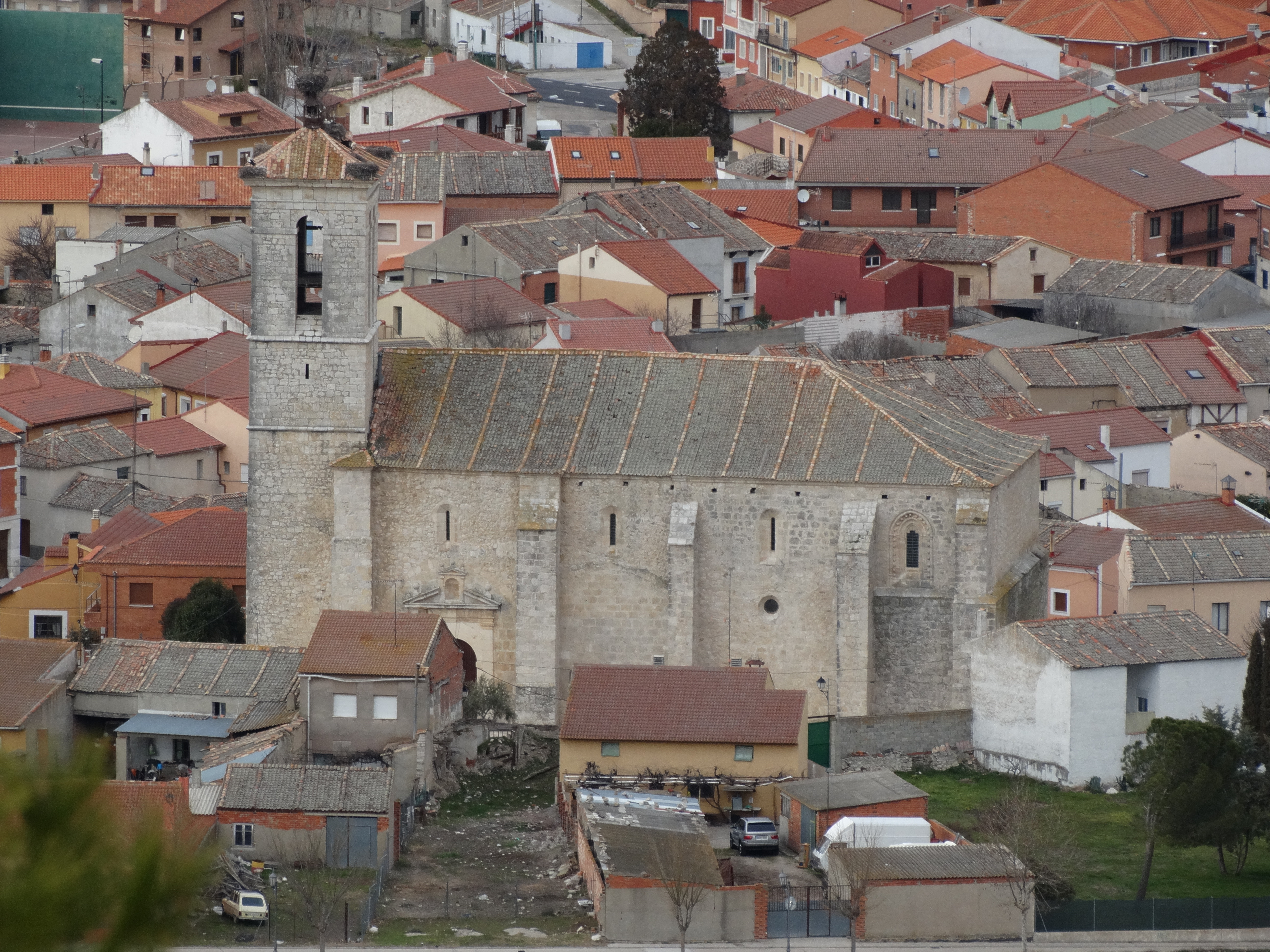
Église Saint Martin de Tours.